# 普桑日
普桑日（法語：Poussanges，法語發音：[pusɑ̃ʒ]）是法国克勒兹省的一个市镇，属于欧比松区。

## 地理
普桑日（45°49'34"N, 2°12'56"E）面积23.35 平方千米，位于法国新阿基坦大区克勒兹省，该省份为法国中部省份，位于法國中央高原西北部，北起安德尔省和谢尔省，西接维埃纳省，南至科雷兹省，东临多姆山省，东北与阿列省接壤。
与普桑日接壤的市镇（或旧市镇、城区）包括：克莱拉沃、克罗兹、马尼亚莱特朗日、圣弗里翁、圣乔治尼格勒蒙、圣康坦拉沙巴讷。

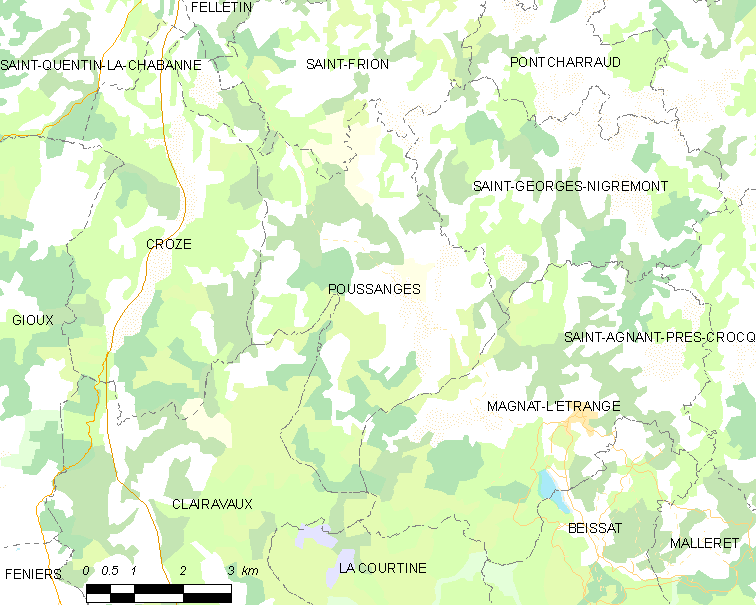
普桑日的OSM定位图

普桑日的时区为UTC+01:00、UTC+02:00（夏令时）。

## 行政
普桑日的邮政编码为23500，INSEE市镇编码为23158。

## 政治
普桑日所属的省级选区为费勒坦县。

## 人口

1962-2008年间普桑日人口变化图示

普桑日于2022年1月1日时的人口数量为150人。